# Nadia Townsend
 (janvier 2020).
 (janvier 2020).
Nadia Townsend née le 1983 à Sydney, est une actrice australienne.

## Biographie
Elle est née à Sydney et a grandi dans le quartier de Gladesville.

## Filmographie

### Films
| Année | Titre                     | Rôle           | Notes |
| ----- | ------------------------- | -------------- | ----- |
| 2001  | Blue Neon                 | Bec            |       |
| 2001  | Neophytes and Neon Lights | Atari          |       |
| 2003  | Danny Deckchair           | Linda Craig    |       |
| 2005  | Puppy                     | Liz            |       |
| 2007  | What They Don't Know      | Lucy           |       |
| 2007  | Monkeynaut                | Able (voice)   |       |
| 2009  | Prédictions               | Grace Koestler |       |
| 2010  | The Zombie Monologues     | Annie          |       |
| 2012  | Forget the Noise          | Florence       |       |
| 2013  | Ten Forty-Five            | Gunslinger     |       |
| 2016  | Restoration               | Emma Laws      |       |
| 2017  | Concealed                 | Sallie         |       |
| 2019  | Little Monsters           | Sara           |       |

### Téléfilms
| Année     | Titre                    | Rôle             | Notes                                      |
| --------- | ------------------------ | ---------------- | ------------------------------------------ |
| 2001      | Head Start               | Clare Gormley    |                                            |
| 2002      | My Hero                  |                  | Épisode: "Zero Tolerance"                  |
| 2002      | Farscape                 | Kim Kupperstein  | Épisode: "Kansas"                          |
| 2004      | Fireflies                | Fifi Sharp       |                                            |
| 2005      | Life                     | Nina Pink        | film TV                                    |
| 2005–06   | headLand (en)            | MJ Finnegan      |                                            |
| 2007      | Sea Patrol               | Clair Watts      | Épisode: "Rescue Me"                       |
| 2007      | Chandon Pictures         | Zoe              | Épisodes: "Champion Charles", "White Ants" |
| 2009–2011 | City Homicide            | Allie Kingston   |                                            |
| 2011      | Rush                     | Sarah            | Épisode: "4 à 13"                          |
| 2013      | Home and Away            | Dr. Peta Bradley |                                            |
| 2014      | Old School               | Rebecca          | Épisode: "Smash Repairs"                   |
| 2015      | Love Child               | Eleanor          | Épisodes: "5", "6"                         |
| 2015      | Fresh Blood Pilot Season |                  | Épisode: "Wham Bam Thank You Ma'am"        |
| 2016      | Brock                    | Pauline Moffat   | Minisérie                                  |